# 創成
| ウィキペディアには「創成」という見出しの百科事典記事はありません（タイトルに「創成」を含むページの一覧/「創成」で始まるページの一覧）。 代わりにウィクショナリーのページ「創成」が役に立つかもしれません。 |